# Nürnberg Vikings
I Nürnberg Vikings sono stati una squadra di football americano di Norimberga, in Germania, Fondati nel 1983, si sono sciolti nel 1988.

## Dettaglio stagioni

### Tornei

#### Tornei nazionali

##### Campionato

###### Bundesliga
| Stagione | regular season | regular season | regular season | regular season | regular season | regular season | playoff | playoff | playoff | playoff | playoff | playoff    | playoff         |
|          | Vin            | Par            | Per            | Tot            | PF             | PS             | Vin     | Per     | Tot     | PF      | PS      | risultato  | avversaria      |
| -------- | -------------- | -------------- | -------------- | -------------- | -------------- | -------------- | ------- | ------- | ------- | ------- | ------- | ---------- | --------------- |
| 1986     | 0              | 0              | 10             | 10             | 42             | 442            | 0       | 2       | 2       | 6       | 138     | Retrocessi | München Rangers |
| Totale   | 0              | 0              | 10             | 10             | 42             | 442            | 0       | 2       | 2       | 6       | 138     |            |                 |

Fonti: Enciclopedia del Football - A cura di Roberto Mezzetti

###### 2. Bundesliga
| Stagione | regular season | regular season | regular season | regular season | regular season | regular season | playoff | playoff | playoff | playoff | playoff | playoff    | playoff          |
|          | Vin            | Par            | Per            | Tot            | PF             | PS             | Vin     | Per     | Tot     | PF      | PS      | risultato  | avversaria       |
| -------- | -------------- | -------------- | -------------- | -------------- | -------------- | -------------- | ------- | ------- | ------- | ------- | ------- | ---------- | ---------------- |
| 1984     | 4              | 0              | 4              | 8              | 141            | 176            | -       | -       | -       | -       | -       | -          | -                |
| 1985     | 7              | 0              | 3              | 10             | 264            | 153            | 1       | 1       | 1       | 50      | 64      | Semifinale | Hamburg Dolphins |
| 1987     | 2              | 0              | 8              | 10             | 92             | 201            | -       | -       | -       | -       | -       | -          | -                |
| Totale   | 13             | 0              | 15             | 28             | 497            | 530            | 1       | 1       | 1       | 50      | 64      |            |                  |

Fonti: Enciclopedia del Football - A cura di Roberto Mezzetti